# Rosa-cruz (símbolo)

Rosa-Cruz

O Lamen da Rosa-Cruz usada por Adeptos na Rosae Rubae et Aureae Crucis, a ordem interna da Ordem Hermética da Aurora Dourada.

A Rosa-Cruz (também chamado de Rosacruz ou Rose Croix) é um símbolo associado ao mítico Christian Rosenkreuz fundador da Fratenidade Rosacruz. A Rosa Cruz, é uma cruz, nromalmente com uma rosa (vemelha ou branca) no centro e simboliza os ensinamentos de uma tradição, formada dentro dos princípios do Cristianismo não institucional.
Ela tem vários significados, dependendo da fonte. Alguns grupos, como a Antiga e Mística Ordem Rosae Crucis, a partir de ponto de vista não sectário ou religioso, sugerem que a rosa-cruz antecede o Cristianismo, onde "a cruz representa o corpo humano e a rosa representa o desdobramento da consciência do indivíduo".
A Fraternidade Rosacruz de Max Heindel e grupos ligados ao rosacrucianismo moderno, promulgam um ponto de vista do Esoterismo Cristão, sustentam que a Fraternidade Rosacruz foi fundada no início do século XIV, ou entre os séculos XIII e XIV, como um Colégio Invisível de sábios místicos, por uma entidade altamente evoluída com o nome simbólico de Christian Rosenkreuz, a fim de "preparar uma nova fase da religião Cristã para ser usada durante a Nova Era que se iniciava, porque, assim como o mundo e o homem evoluem, também deve ser com a religião".
Paracelso, que foi chamado de "o Lutero da Medicina", descreve esses místicos e sábios como "pessoas que tenham sido exaltadas (verzueckt) para Deus, e que permaneceram em estado de exaltação, e não morreram, (...) ninguém sabia o que aconteceu a eles, e ainda assim eles permaneceram na terra". Grupos Rosacruz modernos e alguns pesquisadores  sugerem que existem muitas evidências de que a Fraternidade Rosacruz não só tornou-se conhecida no início do século XVII através dos Manifestos Rosacruz, mas tem sido ativa desde o início do período do Renascimento, não apenas como uma Ordem hermética, mas também através de precursores – gênios do mundo ocidental, por vezes, também conhecidos por serem Maçons – no campo literário, cultural, ético, político, religioso e científico.
No final do século XVIII, Karl von Eckart shausen, um alemão místico Cristão, descreve os verdadeiros Adeptos da Rosa-Cruz, nos seguintes termos: "Estes sábios, cujo número é pequeno, são filhos da luz, e opõe-se à escuridão. Eles não gostam de mistificação e sigilo; eles são abertos e francos, não têm nada a ver com sociedades secretas e com cerimônias externas. Eles possuem um templo espiritual, na qual Deus é presidente". Mais tarde, no início do século XX, Max Heindel, um Iniciado Rosacruz, enfatiza que as raízes dos Irmãos da Rosa-Cruz, imersa na tradição de mistérios ocidentais, são quase impossíveis de serem rastreadas pois "deles é um trabalho que tem por objetivo incentivar a evolução da humanidade, eles trabalharam muito atrás, na antiguidade--sob uma forma ou de outra".
Também tem sido sugerido que a rosa representa silêncio, enquanto a cruz significa "salvação, para que a Sociedade da Rosa-Cruz dedicou-se por ensinar aos homens o amor de Deus e a beleza da fraternidade, com tudo o que expressa."  Outros viram o Rosado da Cruz como um símbolo do processo humano da reprodução elevados para o espiritual: "Os fundamentais símbolos dos Rosacruzes foram a rosa e a cruz; a rosa do sexo feminino e a cruz do sexo masculino, ambos universalmente fálicos [...] A geração de energia é a chave para a existência material, é natural que os Rosacruzes devem adotar como sua característica símbolos que exemplificam os processos reprodutivos. Como a regeneração é a chave para a existência espiritual e, portanto, fundou seu simbolismo sobre a rosa e a cruz, que tipificam a redenção do homem pela união dos seus inferiores de natureza temporal, com sua alta natureza eterna." 
É um símbolo da Pedra Filosofal, o produto chave do alquimista.

## A maçonaria e a Ordem Hermética da Golden Dawn
A Rosa-Cruz é também um símbolo encontrado em alguns corpos Maçônico-Cristãos e utilizado por indivíduos e grupos que se formaram durante os últimos séculos para o estudo do Rosacrucianismo e disciplinas afins, , mas deriva da adoção de uma rosa vermelha.

### A maçonaria
Dentro da Jurisdição Sul do Rito Escocês da Maçonaria, o décimo Oitavo Grau é especificamente preocupado com a rosa cruz e confere o título de "Cavaleiro Rosa Cruz". De uma versão do grau, Albert Pike escreveu em 1871,
Ele passa a dar uma explicação do que ele acredita ser o simbolismo da Rosa Cruz em que grau:

### A Golden Dawn
A Ordem Hermética da Aurora Dourada também fez uso da rosa-cruz, incluindo O " Ritual da Rosa-Cruz," projetado para proteção espiritual e como preparação para a meditação. Com base no simbolismo Rosacruz da Rosa Vermelha e da Cruz de Ouro, ele é também um símbolo chave da segunda ordem da Aurora Dourada. De acordo com Regardie, a rosa-cruz da Aurora Dourada contém atributos para os Elementos, Planetas, Zodíaco, o alfabeto hebraico, os princípios alquímicos, o hexagrama e o pentagrama, a sephiroth da Árvore da Vida, e a fórmula INRI. No lado de trás da rosa-cruz está inscrito o lema do Zelator, Adeptus Minor, no fundo, "O mestre Jesus Cristo, Deus e Homem" entre quatro cruzes de Malta, e no centro, escrito em latim, "Bendito seja o Senhor nosso Deus, que nos deu o Símbolo Signum."
Regardie, fala sobre a rosa-cruz em Aurora Dourada:

#### O simbolismo da Rosa-Cruz da Aurora Dourada
Este símbolo é uma síntese completa do masculino, positivo ou escala de cor do arco-íris, que também é chamada de Escala do Rei. Os quatro braços da cruz, pertencem aos quatro elementos e cores de acordo. A parte branca pertence ao Espírito Santo e os planetas.
As pétalas da rosa, consulte os vinte e dois caminhos da Árvore da Vida e as Vinte e duas letras do alfabeto hebraico. É a cruz em Tiphareth, o receptáculo e o centro de forças das Sephiroth e os caminhos. O extremo centro da rosa é branca, refletida espiritual brilho de Kether, tendo sobre ela o Vermelho Rosa de Cinco Pétalas e a Cruz de Ouro de Seis Quadrados; quatro raios verdes problema de todo os ângulos da cruz. Sobre a parte branca do lamen, abaixo, a rosa, é colocado o hexagrama, com os planetas.
Em volta dos pentagramas, que são colocados um em cima de cada braço elemental colorido, são desenhados os símbolos do espírito e os quatro elementos. Sobre cada um dos floridos (os braços da cruz são dispostos os três princípios alquímicos de enxofre, sal e mercúrio. Os raios brancos de emissão de trás de rosa no interior ângulos entre os braços da cruz são os raios da luz divina, emitindo e reluzindo a luz refletida de Kether no seu centro; e as letras e símbolos que se referem à análise da Palavra-Chave - I. N. R. I.

## Aleister Crowley e a Ordo Templi Orientis
O símbolo da rosa cruz desempenhou um papel substancial no sistema de Thelema desenvolvido por Aleister Crowley. Em um contexto cosmológico, a rosa é Nuit, a deusa infinitamente expandida do céu noturno, e a cruz é Hadit, o ponto atômico finalmente contraído. Para Crowley, era tarefa do adepto identificar-se com o símbolo apropriado para experimentar a conjunção mística de opostos, o que leva à realização. Neste sentido, Rosa Cruz é um grande símbolo da Grande Obra:
Crowley também deixa claro que esse processo também se reflete no ato sexual:
A rosa cruz é mais simbólica do grau de Adeptus Minor na A.'.A.'. a esfera cabalistica de Tiphareth na árvore da vida, a fórmula mágica INRI, e os conceitos da luz (LVX) e da vida.

### Ordo Templi Orientis
A rosa-cruz também tem um lugar no sistema de Ordo Templi Orientis. Está associado ao Quinto Grau, cujo título é "Príncipe Soberano Rosa-Cruz, e Cavaleiro do Pelicano e Águia". Crowley escreve em "Uma Intimação com Referência à Constituição da Ordem":

## Fellowship of the Rosy Cross
A Fellowship of the Rosy Cross foi uma organização mística cristã estabelecida por Arthur Edward Waite na Inglaterra em 1915. Que foi uma sociedade esotérica independente com influências rosacruzes e desenvolveu-se a partir da divisão do Rito Independente e Retificado da Aurora Dourada. Baseava-se nas idéias complicadas de Waite e seus ritos refletiam seu interesse pela história da Fraternidade Rosacruz, da Maçonaria e dos ensinamentos místicos cristãos através dos tempos. A maioria de seus membros eram maçons ou teosofistas. Um de seus membros mais notáveis foi o romancista Charles Williams, que era um membro de 1917 a pelo menos 1928 e possivelmente mais tarde. Havia planos para estabelecer uma filial nos Estados Unidos, mas eles parecem nunca ter sido cumprida. A ordem terminou com a morte de Waite em 1942. Arthur Edward Waite escreveu também um livro intitulado "The Brotherhood of the Rosy Cross", que apresenta a fraternidade como uma ordem cristã que data da Idade Média.

## Formas modernas
Uma forma moderna de Rosa-Cruz é encontrado em um símbolo Rosacruz Cristão  que coloca uma coroa de rosas vermelhas enobrecendo uma rosa branca no centro da cruz; irradia por trás, está a estrela de cinco pontas dourada, uma alusão também para "os Cinco Pontos de Fraternidade'. Ela é o símbolo da fraternidade que tem preparado uma grande loja para os Irmãos serem recolhidos.
Outra versão usada pela Antiga Mística Ordem Rosae Crucis sugere que "juntos, a rosa e a cruz representam as experiências e desafios de um processo de vida bem vivido."